# Sébastien Verhulst
Sébastien Verhulst (19 febbraio 1907 – 20 marzo 1944) è stato un calciatore belga, di ruolo attaccante.

## Carriera

### Club
Ha sempre giocato nel campionato belga, vestendo dal 1925 al 1932 la maglia del Beerschot, squadra con la quale vinse due titoli di campione del Belgio 1925-1926 e 1927-1928, trasferendosi di seguito all'Eendracht Aalst dove terminò la carriera nel 1938.

### Nazionale
Verhulst vestì la maglia della nazionale belga in una sola occasione, venendo selezionato con la squadra che disputò le Olimpiadi di Amsterdam 1928.

## Palmarès

### Club
- Campionato belga: 2

Beerschot: 1925-1926, 1927-1928